# 高岡唯一郎
高岡 唯一郎（たかおか ただいちろう、1865年8月7日（慶応元年6月16日）- 1931年（昭和6年）12月9日）は、明治から昭和初期の実業家、政治家。衆議院議員、福島県石城郡草野村長。旧姓・酒井。

## 経歴
陸奥国磐城郡中神谷村（福島県磐城郡神谷村、石城郡神谷村、平市を経て現いわき市平中神谷）で、笠間藩士で神谷陣屋の儒者・酒井喜八郎義正の三男として生まれた。明治維新後、父は飴の製造を行い子どもたちが行商して生計を立てていたが、ある時、行商中に唯一郎が侮辱を受け、帰途に飴箱を捨てて帰ったところ父の叱責を受けたため東京に出奔した。
小学校の教員を務めた。1898年（明治31年）3月、石城郡草野村下神谷（平市を経て現いわき市平下神谷）の高岡寅吉の養子となり家督を相続した。炭坑事業を手がけ柏原左源太、松本孫右衛門と共同で三星炭鉱を経営し、唯一郎は食料部を担当して多額の資産を得た。その他、飯坂電業社長、磐城電気取締役、只見川水力電気取締役、草野産業取締役、磐城鉱業取締役、平信託取締役、平銀行監査役などを務めた。
政界では、草野村長、石城郡会議員、同議長、福島県会議員、所得税調査委員などに在任。1917年（大正6年）4月、第13回衆議院議員総選挙（福島県郡部、立憲政友会）で当選し、衆議院議員に1期在任した。その後は、主に常磐炭鉱の経営に従事した。

## 親族
- 長兄 酒井義孝（福島県会議員）[2][4][6]
- 次兄 酒井文雄（自由民権運動家）[1][4]
- 長弟 酒井国三郎（医師）[4]
- 次弟 酒井戟男（医師、台湾総督府監獄医）[4]